# 炭化ホウ素
炭化ホウ素（組成式は ほぼB4C）はホウ素と炭素からなる超硬素材で、戦車の装甲や、防弾チョッキなど様々な工業的用途がある。モース硬度は9.497で、立方晶窒化ホウ素や、ダイヤモンドに次ぐ硬さを持つ。
炭化ホウ素は金属ホウ化物の副産物として19世紀に発見されていたが、その化学組成式は未知で、それがB4Cと推定されるのには1930年代以降であった。 しかし、常に若干炭素が少ないので化学式的にはそれがきっちり4:1の原子数比であるか否かについては議論があった。X線回折による結果その組成はかなり複雑で、炭素-ホウ素結合と正二十面体B12の組合せで出来ている事がわかった。この特徴は単純なB4C組成式を否定するものである。 B12構造単位があることから、理想的な炭化ホウ素の単位はしばしばB4Cではなく、B12C3と書かれ、炭素の欠乏を考慮にいれると、B12C3とB12C2の単位の組合せとなる。
炭化ホウ素は長寿命の放射性同位体を作ること無く中性子を吸収することから原子力発電所から出る中性子線の吸収剤として魅力的な性質を持つ。核施設では遮蔽や、制御棒や停止ペレット等に使われる。制御棒では、表面積を増やすために粉体にして用いられる。

## 結晶構造

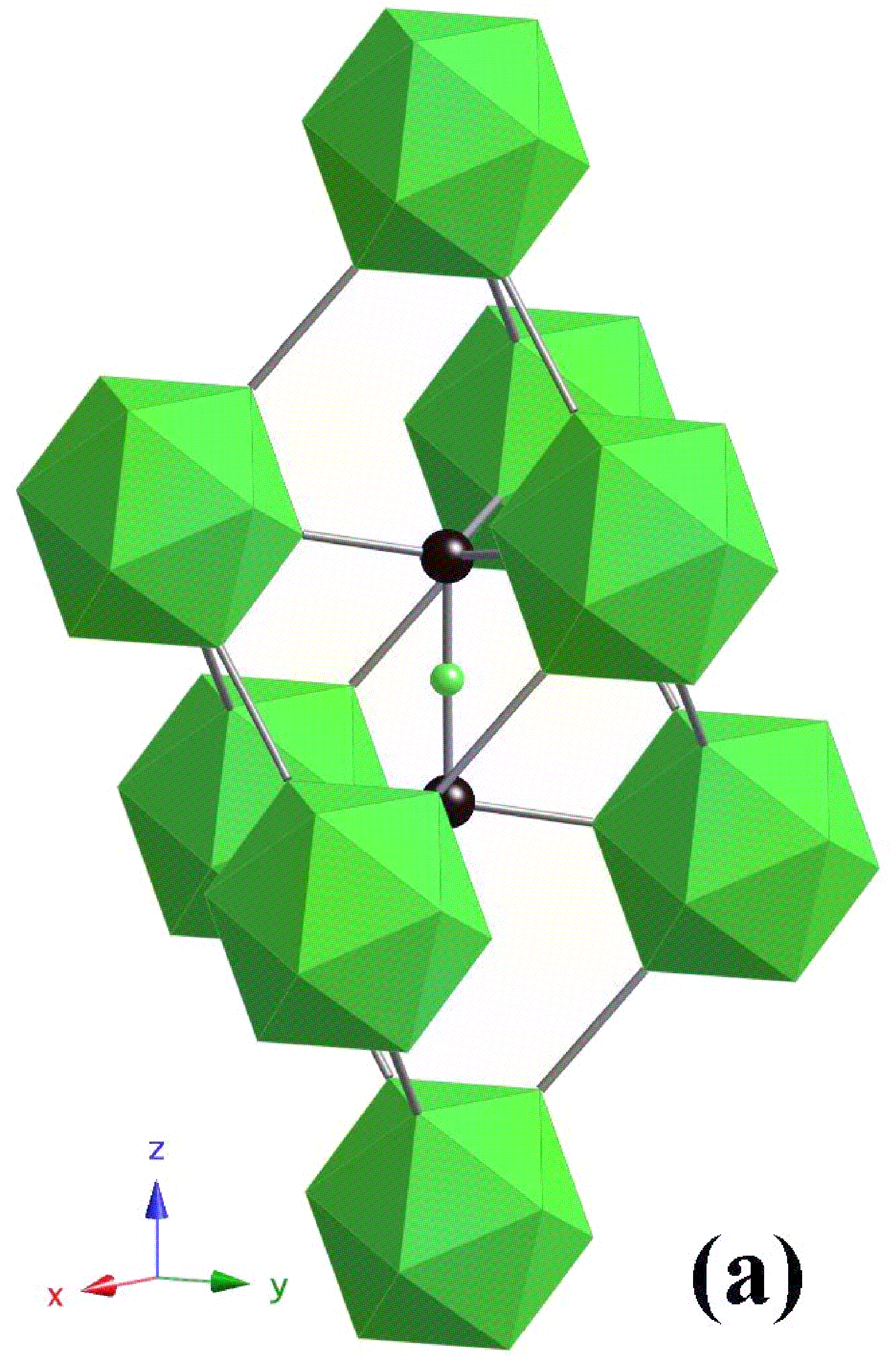
B_{4}C構成単位. 緑の玉と正二十面体はホウ素原子で、黒い玉は炭素原子である。

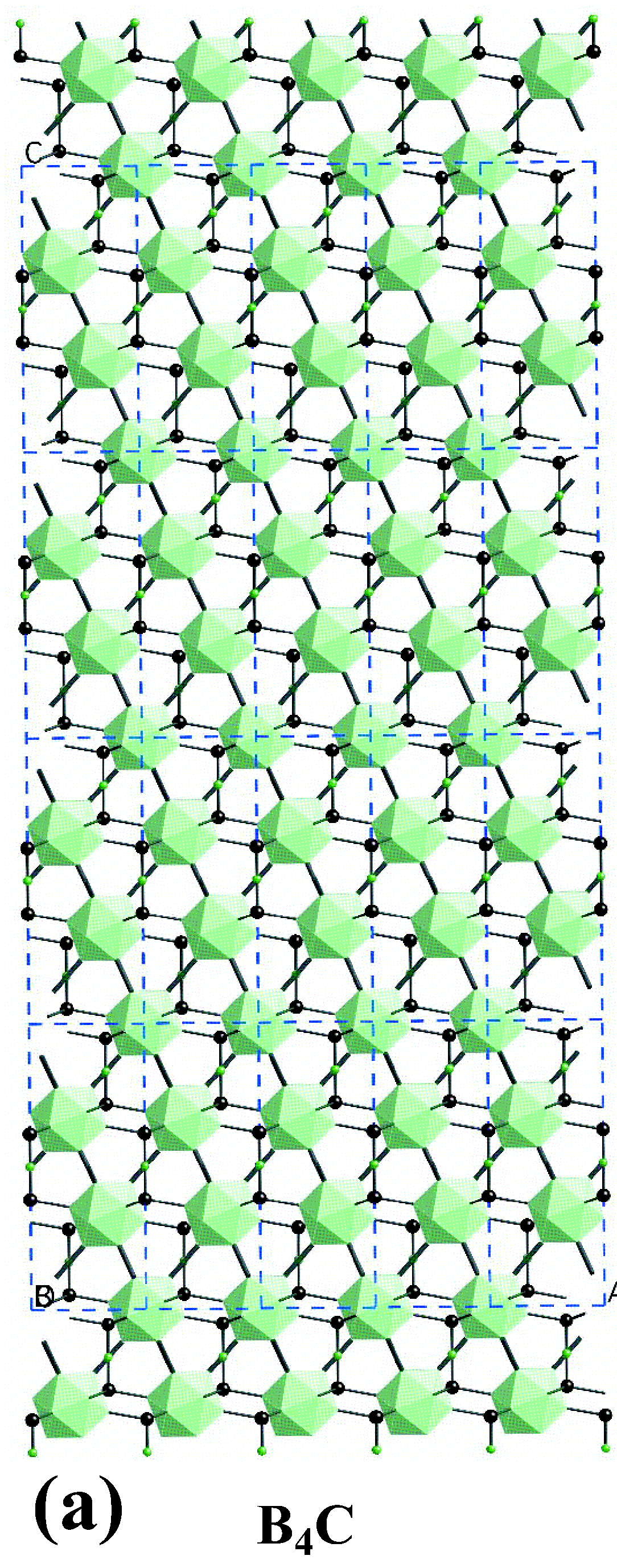
B_{4}C 結晶構造の一部

炭化ホウ素は金属ホウ化物の典型的な複合構造を持つ。B12の正二十面体構造が、三方晶構造をとり、（空間群: R3m (No. 166), 格子定数: a = 0.56 nm, c = 1.212 nm）炭素-ホウ素-炭素チェーンが結晶単位の中心にあり、その両端の炭素が近くにある3つのホウ素の正二十面体を繋いでいる。この構造は層状になっていて、B12の正二十面体と橋掛けしている炭素がc面に平行にネットワークを為していて、c軸にそって積み重なっている。格子はB12正二十面体 B6正八面体の二つのサブユニットで出来ている。B6正八面体は小さいため自分達同士でつながることは出来ず、近傍の層の正二十面体B12を繋ぐこととなりこれが炭素の層の結合の強さを弱めることとなっている。
B12構造単位があることから、理論上の炭化ホウ素の化学式はB4Cではなく、B12C3と表し、炭素の少ない炭化ホウ素はB12C3とB12C2の単位の組合せとなっている。 いくつかの研究によると、炭素原子がホウ素の20面体の中に取り込まれ炭素が多い端では化学量が(B11C)CBC = B4Cで、ホウ素が多い側ではB12(CBB) = B14Cとなる。平均的にみられるものだと、原子量比はB12(CBC) = B6.5Cとなる。

## 性質
炭化ホウ素は、非常に硬い堅牢性と高い中性子吸収断面積（つまり中性子遮蔽によい特性）、電離放射線およびほとんどの化学反応に対する安定性を持つことで知られている。 ビッカース硬さ (38 GPa) および破壊靱性 (3.5 MPa·m1/2) はダイヤモンドに近い（それぞれ115 GPa および5.3 MPa·m1/2）。

## 製法
炭化ホウ素は1899年にアンリ・モアッサンによって初めて合成され、 アーク炉で、 酸化ホウ素 の炭素ともしくは炭素の存在下のマグネシウムとの反応で合成される。炭素との場合、その反応は炭化ホウ素の融点より上で起き大量の一酸化炭素を放出する: 
{\displaystyle {\ce {2B2O3\ + 7C -> B4C\ + 6CO}}}
マグネシウムとの反応の場合、黒鉛炉で起き、マグネシウムの副産物は酸処理によって除去される。

## 用途
- 南京錠
- 個人および車両の防弾装甲
- ショットブラスト ノズル
- ウォータージェットカッターノズル
- 耐擦過コーティング
- 切削工具
- 研磨材
- 原子炉の中性子吸収体
- 金属複合材料
- ラムジェットの高エネルギー固体燃料
- 車両のブレーキライニング

## 参照
1. ↑  “Rutgers working on body armor”. Asbury Park Press. (2012年8月11日) 2012年8月12日閲覧. "... boron carbide is the third-hardest material on earth."
2. ↑  Ridgway, Ramond R "Boron Carbide", European Patent CA339873 (A), publication date: 1934-03-06
3. 1 2  Musiri M. Balakrishnarajan, Pattath D. Pancharatna and Roald Hoffmann (2007). “Structure and bonding in boron carbide: The invincibility of imperfections”. New J. Chem. 31 (4):  473. doi:10.1039/b618493f.
4. 1 2  Weimer, p. 330
5. 1 2  Zhang F X, Xu F F, Mori T, Liu Q L, Sato A and Tanaka T (2001). “Crystal structure of new rare-earth boron-rich solids: REB28.5C4”. J. Alloys Compd. 329:  168. doi:10.1016/S0925-8388(01)01581-X.
6. 1 2  グリーンウッド, ノーマン; アーンショウ, アラン (1997). Chemistry of the Elements (英語) (2nd ed.). バターワース＝ハイネマン（英語版）. p. 149. ISBN 978-0-08-037941-8。
7. ↑  Boron Carbide: Structure, Properties, and Stability under Stress. Vladislav Domnich, Sara Reynaud, Richard A. Haber, and Manish Chhowalla, J. Am. Ceram. Soc., 94 [11] 3605–3628 (2011) DOI: 10.1111/j.1551-2916.2011.04865. Full Text Online
8. ↑  Solozhenko, V. L.; Kurakevych, Oleksandr O.; Le Godec, Yann; Mezouar, Mohamed; Mezouar, Mohamed (2009). “Ultimate Metastable Solubility of Boron in Diamond: Synthesis of Superhard Diamondlike BC5”. Phys. Rev. Lett. 102 (1):  015506. Bibcode: 2009PhRvL.102a5506S. doi:10.1103/PhysRevLett.102.015506. PMID 19257210.
9. ↑  Weimer, p. 131
10. ↑  Pradyot Patnaik. Handbook of Inorganic Chemicals. McGraw-Hill, 2002, ISBN 0-07-049439-8